# Nyíregyházi új zsinagóga
A Nyíregyházi új zsinagóga egy nagy méretű zsidó vallási épület.

## Története
A zsinagóga 1924 és 1932 között épült a neves magyarországi zsinagógaépítész, Baumhorn Lipót tervei szerint. Külső mérete 21,14 × 31,22 méter, míg a zsinagógai tér 22,0 × 19,35 méter. A tervek szerint 410 férfi és 286 női ülőhellyel rendelkezik. A női ülőhelyek számára a belső tér három oldala körül karzat épült ki. A belső tér közepén a bima foglal helyet. A belső tér oszlopokkal körülfogott pártázatos építmény fülkéjén az alábbi felirat áll: „Atyánk, Királyunk, nyisd meg az ég kapuit imáinknak.” (Zsoltárok 113:3). A tórafülkét nagyméretű díszes árkádív keretezi. A falsíkon egy-egy oroszlán által tartott szalagmintán olvasható felirat: „Napkelettől napnyugtáig dicsérve legyen az Örökkévaló neve.” (Zsoltárok 113:3).
A zsinagógát és a szomszédos vallási épületeket napjainkban is használja a helyi zsidó közösség.